# Linea dei nove tratti

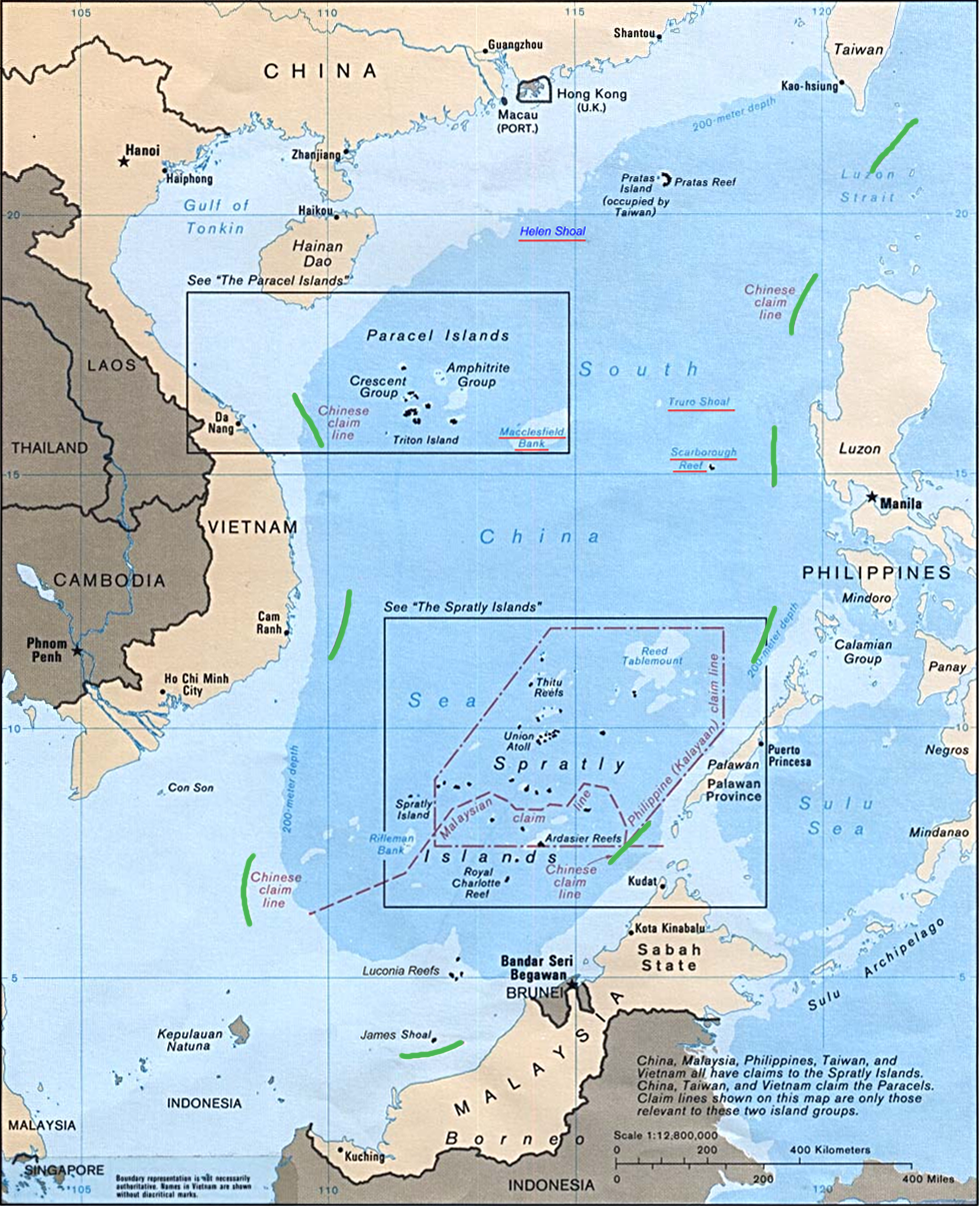
Carta del Mar Cinese Meridionale con indicata (in verde) la "linea dei nove tratti"

La linea dei nove tratti, in vari momenti storici definita anche come linea dei dieci tratti o linea degli undici tratti, è una linea di demarcazione tracciata dal governo della Repubblica Popolare Cinese e da quello della Repubblica di Cina (Taiwan) attorno ai territori da essi rivendicati nel Mar Cinese Meridionale. La linea, composta appunto da nove distinti tratti disposti a forma di U a partire dalle coste meridionali della Cina, racchiude gran parte delle acque del Mar Cinese Meridionale e una serie di arcipelaghi, atolli e secche come le Isole Paracelso, le Isole Spratly, le isole Pratas, il banco Macclesfield, la Secca di Scarborough, la Secca di James e altre; la linea ricomprende anche le zone di terra sottratta al mare create dalla Cina nell'ambito della cosiddetta "Grande Muraglia di Sabbia". La sovranità della Repubblica popolare cinese o della Repubblica di Cina su questi territori non è internazionalmente riconosciuta ed è anzi contestata da vari altri Stati affacciati sul Mar Cinese Meridionale come Brunei, Filippine, Malaysia e Vietnam.
Una prima mappa mostrante l'allora "linea degli undici tratti" venne pubblicata nel dicembre 1947 dal governo della Repubblica di Cina; i due "tratti" tracciati nel Golfo del Tonchino furono in seguito rimossi per volere del primo ministro della Repubblica popolare Zhou Enlai, portando il totale dei tratti della linea a nove. Ulteriori edizioni delle mappe cinesi mostrarono, a partire dal 2013, un decimo "tratto" a est di Taiwan, estendendo la linea di demarcazione verso il Mar Cinese Orientale.
Il 12 luglio 2016, una corte arbitrale costituita sotto i termini della Convenzione delle Nazioni Unite sul diritto del mare (UNCLOS) sentenziò, nel caso Filippine c. Cina, che la rivendicazione cinese dei diritti storici sulle aree marittime poste all'interno della linea dei nove tratti non aveva alcun effetto legale se superava quanto previsto dalle disposizioni della stessa UNCLOS. Nonostante la corte avesse chiarito che la sua pronuncia non aveva effetto «su alcuna questione di sovranità sul territorio terrestre e non delimita alcun confine marittimo tra le parti», la sentenza di fatto invalidava la "linea dei nove tratti" e le rivendicazioni della Cina sul Mar Cinese Meridionale; la pronuncia della corte arbitrale venne rifiutata tanto dal governo della Repubblica popolare cinese quanto da quello della Repubblica di Cina.

## Storia

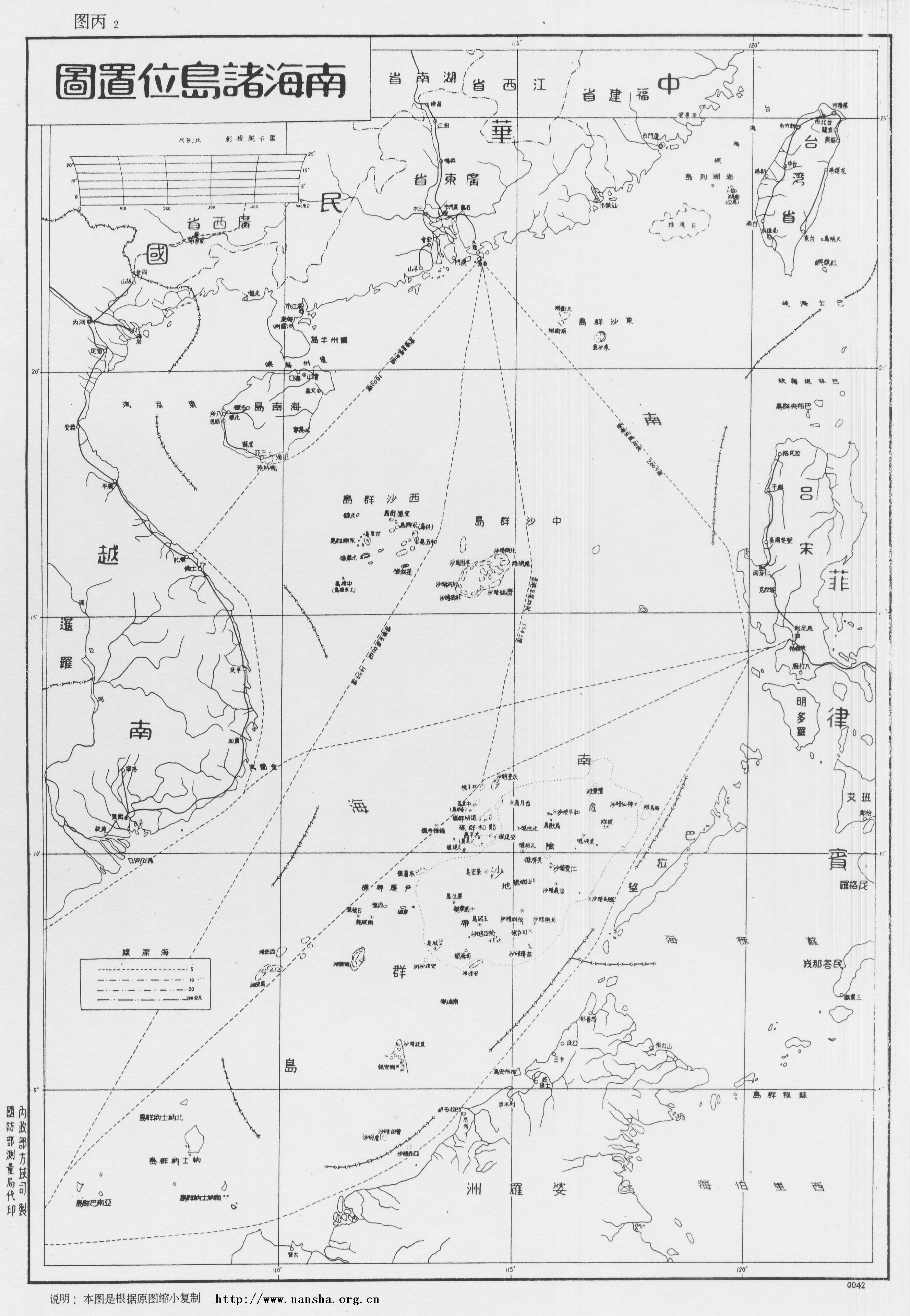
La carta pubblicata dal governo cinese nel 1947, primo documento ufficiale illustrante l'allora "linea degli undici tratti"

Dopo la conclusione della guerra franco-cinese del 1884-1885, l'allora governo cinese della Dinastia Qing siglò con la Francia il trattato di Tientsin, con il quale rinunciava alle sue pretese di sovranità sul territorio dell'Indocina; il trattato fu poi integrato, il 26 giugno 1887, dalla stipula di una "Convenzione riguardante la delimitazione della frontiera tra Cina e Tonchino", la quale tuttavia non chiariva in alcun modo quale fosse la frontiera navale tra la Cina e la colonia dell'Indocina francese.
Dopo la sconfitta dell'Impero giapponese nella seconda guerra mondiale, il governo della Repubblica di Cina avanzò pretese territoriali sull'intera estensione degli arcipelaghi delle Paracelso e delle Spratly e dell'isola Pratas, dopo aver provveduto ad accettare la resa delle guarnigioni giapponesi lì insediate; benché il governo cinese avesse dichiarato di agire sulla base dei termini della dichiarazione del Cairo del 1943 e della dichiarazione di Potsdam del 1945, nessuna di queste dichiarazioni definiva con chiarezza la sovranità della Repubblica di Cina sul Mar Cinese Meridionale. Al momento della stipula del trattato di pace tra il Giappone e gli Alleati l'8 settembre 1951, tanto la Repubblica di Cina quanto il neonato Stato del Vietnam avanzarono pretese territoriali sugli arcipelaghi del Mar Cinese Meridionale, a cui si aggiunsero poi analoghe rivendicazioni da parte del governo delle Filippine.
Nel dicembre 1947, il ministero dell'interno della Repubblica di Cina rese pubblica una "Mappa di localizzazione delle Isole del Mare del Sud" contenente, per la prima volta, una "linea degli undici tratti". I resoconti accademici collocano la pubblicazione della mappa tra il 1946 e il 1948, e indicano che essa ebbe origine da una precedente carta intitolata "Mappa delle isole cinesi nel Mar Cinese Meridionale" edita nel 1935 dal Comitato di ispezione delle mappe terrestri e idriche della Repubblica di Cina. A partire dal 1952 il governo della Repubblica popolare cinese iniziò a utilizzare una versione rivisitata della mappa del 1947, dove la linea era privata dei due tratti collocati nel Golfo del Tonchino; questa modifica fu interpretata come una concessione del governo cinese a favore del da poco indipendente Vietnam del Nord, anche se il confine marittimo tra Cina e Vietnam nel Golfo del Tonchino venne formalizzato solo nel 2000 con un trattato tra le due nazioni.
Anche dopo la sconfitta nella guerra civile cinese nel 1949 e la sua fuga a Taiwan il governo della Repubblica di Cina continuò a sostenere le sue pretese territoriali nel Mar Cinese Meridionale, e la linea dei nove tratti rimase la base per le rivendicazioni di Taipei sulle isole Spratly e Paracelso: il presidente Lee Teng-hui ebbe modo di affermare, in una dichiarazione del 13 luglio 1999, che «legalmente, storicamente, geograficamente o sul piano effettivo» tutte le isole del Mar Cinese Meridionale erano territorio della Repubblica di Cina e sotto la sua sovranità, denunciando le azioni intraprese nella zona dalla Malaysia e dalle Filippine; in un comunicato del 2014, il ministero degli affari esteri di Taiwan sostenne che «non c'è dubbio che la Repubblica di Cina ha la sovranità sugli arcipelaghi e sulle acque» delle Spratly e delle Paracelso, considerando come «illegittime» le rivendicazioni avanzate su di esse da parte di altri soggetti.
Le rivendicazioni avanzate dal governo di Taipei sono del tutto speculari a quelle dal governo di Pechino, e nel corso dei colloqui internazionali riguardanti la controversia sulle Spratly i due esecutivi hanno mostrato cooperazione nel sostenere le reciproche pretese. La "linea dei nove tratti" è usata dalla Cina per indicare l'estensione massima delle sue rivendicazioni territoriali nel Mar Cinese Meridionale, senza tuttavia indicare come si dovrebbero ricollegare i singoli "tratti" nel caso in cui la linea si trasformasse in un confine continuo, e come ciò avrebbe influenza sull'estensione dell'area rivendicata dalla Cina stessa; i governi di Brunei, Filippine, Indonesia, Malaysia e Vietnam hanno tutti avanzato proteste ufficiali circa un tale uso della "linea". Dopo che la Repubblica popolare cinese ebbe presentato alle Nazioni Unite il 7 maggio 2009 una mappa del Mar Cinese Meridionale contenente la "linea dei nove tratti", le Filippine emisero una formale protesta diplomatica indicando le pretese cinesi come «illegali»; alla protesta si unirono, il giorno dopo, i governi di Vietnam e Malaysia, a cui si aggiunse anche l'Indonesia nonostante quest'ultima non avesse pretese territoriali in corso nel Mar Cinese Meridionale.

## Dispute e critiche

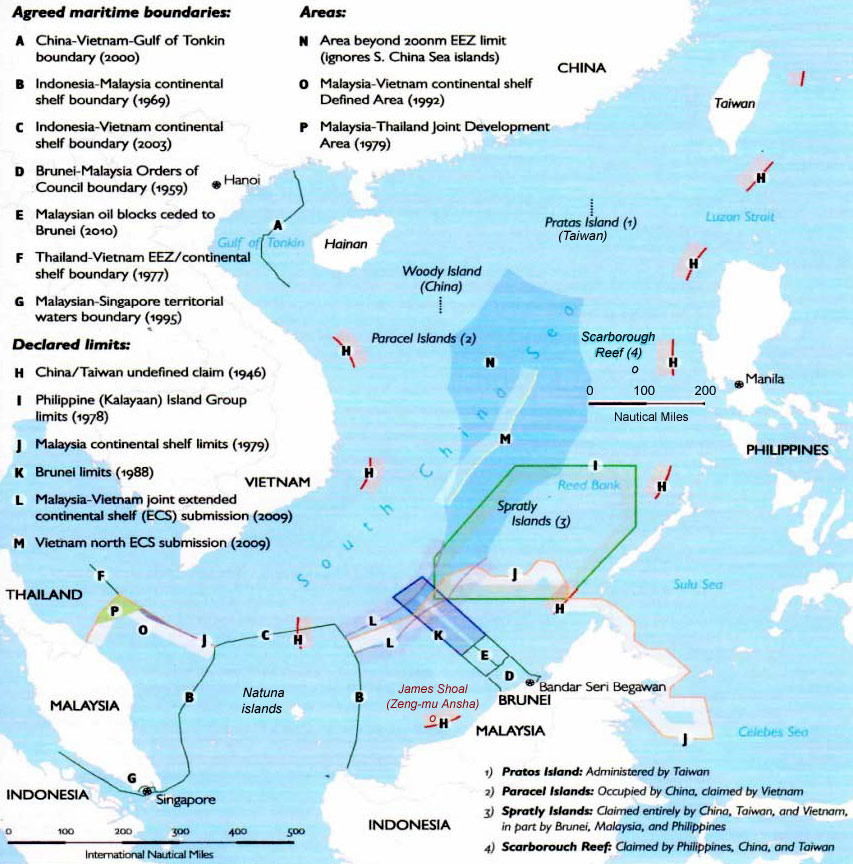
Carta del Mar Cinese Meridionale con indicate le varie dispute e contenziosi aperti sui confini navali della regione; la linea, qui nella sua versione a "dieci tratti", è indicata in rosso

In base alle dichiarazioni dell'ex presidente filippino Benigno Aquino III, «la rivendicazione territoriale sull'intero Mar Cinese Meridionale basata sulla linea dei nove tratti cinese è in contrasto con il diritto internazionale, e in particolare con la Convenzione delle Nazioni Unite sul diritto del mare (UNCLOS)»; anche il Vietnam rigetta le pretese cinesi sostenendo il loro contrasto con le disposizioni della UNCLOS. Nel 2010, nel corso di una conferenza regionale tenutasi ad Hanoi, l'allora segretario di Stato degli Stati Uniti d'America Hillary Clinton dichiarò che «gli Stati Uniti hanno un interesse nazionale per la libertà di navigazione, l'accesso aperto ai beni comuni marittimi dell'Asia e il rispetto del diritto internazionale nel Mar Cinese Meridionale»; gli Stati Uniti chiesero anche un libero accesso all'area che la Cina rivendica come propria e accusarono Pechino di adottare una posizione sempre più aggressiva in alto mare. Alcuni studiosi hanno tuttavia messo in dubbio la giurisdizione della UNCLOS sulla controversia, sostenendo che la convenzione non supporta rivendicazioni basate sulla sovranità o sul titolo e attiene piuttosto al diritto di continuare a utilizzare le acque per scopi tradizionali.
Parte della linea dei nove tratti cinese si sovrappone alla zona economica esclusiva dell'Indonesia nei pressi dell'arcipelago delle Isole Natuna, e il governo indonesiano ritiene che la rivendicazione della Cina su parti delle isole Natuna non ha basi legali. Nel novembre 2015, il ministro per gli affari esteri e la sicurezza nazionale indonesiano Luhut Panjaitan affermò che l'Indonesia avrebbe portato la Cina davanti a un tribunale internazionale se la rivendicazione di Pechino sulla maggior parte del Mar Cinese Meridionale e su parte del territorio indonesiano non fosse stata risolta attraverso il dialogo.
Fin dal 1958, il governo della Repubblica popolare cinese ha dichiarato un'estensione ufficiale delle sue acque territoriali di dodici miglia nautiche, calcolate a partire dalla costa della terraferma cinese, di Taiwan e di tutte le «altre isole appartenenti alla Cina». Sebbene la Cina non abbia mai indicato la "linea dei nove tratti" come un confine inviolabile della sua sfera di sovranità, il governo cinese non ha mai spiegato ufficialmente il significato della linea stessa e ciò ha portato molti ricercatori a cercare di ricavare i significati esatti della "mappa dei nove tratti" dalla strategia cinese nel Mar Cinese Meridionale. Alcuni studiosi ritengono che questa linea non possa essere considerata una linea di confine marittima perché viola le leggi marittime, le quali affermano che una linea di confine nazionale deve essere stabile e definita: la linea dei nove tratti non è stabile perché è stata ridotta da undici a nove tratti dallo stesso governo cinese senza fornire alcuna motivazione, e inoltre non è una linea definita perché non è indicata da coordinate geografiche specifiche e perché il governo cinese non ha mai spiegato come i vari tratti si dovrebbero collegare se fosse una linea continua. Uno studio del Bureau of Oceans and International Environmental and Scientific Affairs del Dipartimento di Stato degli Stati Uniti d'America, edito nel 2014, ha dato una possibile interpretazione della linea secondo cui «il posizionamento dei tratti all'interno dello spazio oceanico aperto suggerirebbe un confine o un limite marittimo».
Le rivendicazioni cinesi sul Mar Cinese Meridionale sono sostenute dal governo di Pechino sulla base di "diritti storici" mai del tutto chiariti. Alla conferenza sugli studi marittimi organizzata nel giugno 2011 dal Center for Strategic and International Studies (CSIS), un pensatoio con sede negli Stati Uniti, la studiosa Su Hao della China Foreign Affairs University di Pechino tenne un discorso sulla sovranità e la politica della Cina nel Mar Cinese Meridionale, utilizzando le rivendicazioni storiche come argomento principale; tuttavia Termsak Chalermpalanupap, assistente del direttore per il coordinamento del programma e le relazioni esterne del Segretariato dell'ASEAN, nella stessa circostanza replicò che la UNCLOS non riconosce la storia come base per rivendicare la sovranità. Peter Dutton, studioso del Naval War College statunitense, si disse d'accordo, sostenendo che «la giurisdizione sulle acque non ha alcun legame con la storia. Deve osservare la UNCLOS». Dutton sottolineò che usare la storia per spiegare la sovranità erode le regole della UNCLOS, e che resta pacifico che la Cina abbia ratificato la UNCLOS nel 1996.
La ricercatrice marittima Carlyle Thayer, professoressa emerita di politica dell'Università del Nuovo Galles del Sud, ha affermato che gli studiosi cinesi che utilizzano il patrimonio storico per sostenere le pretese di sovranità mostrano la mancanza di fondamento giuridico secondo il diritto internazionale delle rivendicazioni stesse. Caitlyn Antrim, direttore esecutivo del Comitato per lo stato di diritto per gli oceani degli Stati Uniti, ha commentato che «la linea a forma di U non ha fondamento nel diritto internazionale perché [la] base storica è molto debole», aggiungendo: «non capisco cosa pretende la Cina in quella linea a forma di U. Se rivendicano la sovranità sulle isole all'interno di quella linea, la domanda è se sono in grado di dimostrare la loro sovranità su queste isole. Se la Cina ha rivendicato la sovranità su queste isole 500 anni fa e poi non ha esercitato la propria sovranità, la sua pretesa di sovranità diventa molto debole. Per le isole disabitate, possono rivendicare solo mari territoriali, non zone economiche esclusive (ZEE) dalle isole».

## Decisioni legali
Nel gennaio 2013 il governo delle Filippine avviò formalmente una procedura di arbitrato nei confronti della Cina in base alle disposizioni della UNCLOS per la risoluzione delle controversie, chiedendo la definizione di una serie di questioni tra cui la rivendicazione dei diritti storici di quest'ultima su parti o tutte le isole Spratly all'interno della linea dei nove tratti, che il governo filippino sosteneva essere «priva di efficacia legale». Un tribunale di arbitri costituito ai sensi dell'allegato VII dell'UNCLOS nominò la Corte permanente di arbitrato (CPA) come cancelleria del procedimento.
Il 12 luglio 2016 la corte arbitrale sentenziò all'unanimità in favore delle Filippine su gran parte delle questioni da esse sollevate. Pur non «deliberando su alcuna questione di sovranità sul territorio terrestre e non delimitando alcun confine marittimo tra le parti», la corte concluse che non vi erano prove che la Cina avesse storicamente esercitato un controllo esclusivo sulle acque all'interno della linea dei nove tratti, e che quindi non vi era «nessuna base legale per la Cina per rivendicare diritti storici» sulle risorse contenute in quelle acque. La corte concluse inoltre che la rivendicazione dei diritti storici della Cina sulle aree marittime comprese all'interno della linea dei nove tratti non avrebbe alcun effetto legale se dovesse superare quanto previsto dalle norme della UNCLOS. Il governo della Repubblica popolare cinese rifiutò il verdetto, sostenendo che fosse «infondato»; il presidente cinese Xi Jinping dichiarò che «la sovranità territoriale della Cina e i diritti marittimi nel Mar Cinese Meridionale non saranno in alcun modo influenzati dalla cosiddetta sentenza del Mar Cinese Meridionale delle Filippine», ma che comunque la Cina era ancora «impegnata a risolvere le controversie» con i suoi vicini. Anche il governo della Repubblica di Cina espresse opposizione alla sentenza.